# Remigiusz Sapa
Remigiusz Sapa – polski historyk, bibliotekarz, doktor habilitowany nauk humanistycznych. Od 2021 dyrektor Biblioteki Jagiellońskiej.

## Życiorys
W 1991 roku uzyskał tytuł magistra na Wydziale Historycznym Uniwersytetu Jagiellońskiego. Jest również absolwentem Wydziału Historycznego Uniwersytetu Warszawskiego, gdzie w 2004 roku uzyskał stopień doktora nauk humanistycznych.
Habilitację uzyskał na Wydziale Filologicznym Uniwersytetu Śląskiego w 2011 roku. W 2021 roku objął stanowisko dyrektora Biblioteki Jagiellońskiej.